# Kristian Uldbjerg Hansen
Kristian Uldbjerg Hansen (* 15. August 1996) ist ein dänischer Leichtathlet, der sich auf den Mittelstreckenlauf fokussiert hat.

## Sportliche Laufbahn
Erste internationale Erfahrungen sammelte Kristian Uldbjerg Hansen im Jahr 2013, als er bei den Jugendweltmeisterschaften in Donezk im 800-Meter-Lauf mit 1:52,19 min im Halbfinale ausschied. Im Jahr darauf schied er bei den Juniorenweltmeisterschaften in Eugene mit 1:52,35 min in der Vorrunde aus und 2015 schied er bei den Junioreneuropameisterschaften in Eskilstuna mit 1:53,25 min im Halbfinale aus. 2021 startete er dann im 1500-Meter-Lauf bei den Halleneuropameisterschaften in Toruń und schied dort mit 3:50,18 min in der ersten Runde aus. Im Jahr darauf gelangte er bei den Crosslauf-Europameisterschaften 2022 in Turin mit 17:47 min auf Rang acht in der Mixed-Staffel. 2023 siegte er in 3:37,65 min bei den Kuortane Games und wurde dann bei der 2. Liga der Team-Europameisterschaft im Rahmen der Europaspiele in Chorzów in 3:41,87 min Dritter. Im August schied er dann bei den Weltmeisterschaften in Budapest mit 3:37,27 min in der ersten Runde aus. Im Jahr darauf kam er bei den Hallenweltmeisterschaften in Glasgow mit 3:39,81 min nicht über den Vorlauf hinaus.
In den Jahren 2020, 2022 und 2023 wurde Hansen dänischer Meister im 800-Meter-Lauf sowie 2020 und 2023 auch über 1500 Meter. Zudem wurde er 2024 Hallenmeister über 800 und 1500 Meter.

## Persönliche Bestzeiten
- 800 Meter: 1:48,42 min, 30. Juni 2020 in Oslo
  - 800 Meter (Halle): 1:49,56 min, 23. Februar 2019 in Albuquerque
- 1500 Meter: 3:37,27 min, 19. August 2023 in Budapest
  - 1500 Meter (Halle): 3:38,54 s, 3. Februar 2024 in Metz (dänischer Rekord)